# Allel
Als Allele (von altgriechisch ἀλλήλων allélon „einander, gegenseitig“) werden Varianten eines Gens bezeichnet. Diese Varianten existieren, weil die Desoxyribonukleinsäure (DNA, auch: DNS) an einem Genlokus, also an einer bestimmten Stelle eines bestimmten Chromosoms, zwischen Individuen einer Spezies variieren kann. Unterschiedliche Allele bewirken häufig unterschiedliche Ausprägungen des dem Gen entsprechenden Merkmals im Phänotyp des Individuums. Zum Beispiel kann es für ein Gen, das die Blütenfarbe bestimmt, ein Allel geben, das die Blüten rot, und ein anderes Allel, das sie weiß sein lässt. Die Allelie, die Existenz der Allele und deren Weitergabe bei der Fortpflanzung, erklärt die Vererbung individueller Merkmale und insbesondere die schon 1865 von Gregor Mendel entdeckten und nun nach ihm benannten Mendelschen Regeln. Allele können über lange Zeit unverändert vererbt werden oder durch Mutation entstehen. Schädliche Allele bewirken Erbkrankheiten. Hat ein Gen mehr als zwei Allele, so spricht man von multipler Allelie.
Die Auswirkungen der Allelie auf die Vererbung genotypischer und vor allem phänotypischer Eigenschaften sind so vielfältig, dass dieser Artikel nur das Grundmuster beschreiben kann. Die hier betrachteten Lebewesen sind Diplonten. Das heißt, sie produzieren Keimzellen, Gameten, mit einem einfachen Chromosomensatz, und alle übrigen, die ‚somatischen‘ Zellen haben zwei Chromosomensätze, je einer stammt von den in der Befruchtung zur Zygote vereinigten Keimzellen. Insbesondere betrifft das Folgende den Menschen, da er zu den Diplonten gehört.

## Allele im Phänotyp
Alle somatischen Zellen gehen durch Zellteilung aus der Zygote hervor und haben daher identische Chromosomen. Der betrachtete Genlokus zeigt auf den beiden homologen Chromosomen die von den zwei Keimzellen stammenden Allele. Sind die beiden Allele identisch, so heißt das Individuum homozygot, reinerbig, wenn sie verschieden sind, heterozygot oder mischerbig.

## Allele und Genotyp
Ist das Individuum homozygot mit einem Allel A am betrachteten Genlokus, so ist A ein Gen wie jedes andere und bewirkt die Ausprägung des oder der ihm zugeordneten Merkmals bzw. Merkmale. Heterozygotie, ungleiche Allele A und B in den homologen Chromosomen, kann sich in verschiedener Weise auf den Phänotyp auswirken.

### Dominant/rezessiver Erbgang
Eine Möglichkeit ist, dass das eine Allel, etwa A, die ihm entsprechende Ausprägung gegenüber der von B durchsetzt. Der Phänotyp mit der Genkombination AB ist mit dem reinerbigen Phänotyp mit der Kombination AA identisch. Man sagt dann A dominiert B. In der Kombination AB heißt A dominant, B rezessiv. Man spricht von dominant/rezessivem Erbgang. Als Mendel reinerbig rotblütige mit reinerbig weißblütigen Erbsen kreuzte, RR mit WW, fand er in der ersten Generation nur rotblütige Nachkommen: RW ergab den gleichen Phänotyp wie RR. Rot war dominant, Weiß rezessiv.

### Intermediärer Erbgang
Auch bei der japanischen Wunderblume gibt es Allele R und W für rote oder weiße Blüten. Keines der beiden Gene ist jedoch dominant. Gemischterbige Individuen zeigen hier mit der Farbe Rosa eine Mischform beider Ausprägungen. Ein solcher Erbgang heißt intermediär.

### Kodominanter Erbgang
Auch die gleichzeitige Ausprägung beider den zwei Allelen entsprechenden Varianten des Merkmals ist möglich. Im Blutgruppensystem AB0 erzeugen A und B zwei verschiedene Antigene auf der Oberfläche von roten Blutkörperchen. Die Kombination AB bewirkt im Phänotyp, dass die Oberfläche der Blutkörperchen beide Antigene zeigt. Ein Erbgang, bei dem jedes Allel ungehindert vom anderen das Merkmal in der ihm eigenen Ausprägung erzeugt, heißt kodominant.

### Varianten
Von der obigen Darstellung gibt es viele Abweichungen. Einige Beispiele. Der Begriff ‚dominant‘ ist relativ zu verstehen. Auch das rezessive Allel kann seine Form des Merkmals in geringem Umfang erzeugen. Viele Nutz- und einige Wildpflanzen sind tetra- oder oktoploid, also keine Diplonten.
Der betrachtete Genlokus kann auf den vervielfachten Chromosomen mit unterschiedlichen Allelen besetzt sein, was viele verschiedene Genotypen ergibt. – Wird das von einem Gen codierte Protein in der Zelle in großen Mengen benötigt, so kann sich dieses Gen an mehreren, sogar an vielen Genloci finden, und das auf verschiedenen Chromosomen. Alle diese Genloci können jeweils mit unterschiedlichen Allelen besetzt sein. Zum Geschlechtschromosom Y (Männer haben XY, Frauen XX) enthält die Zelle beim Mann kein homologes und von den zwei X-Chromosomen der Frau ist eines ‚stumm geschaltet‘, also inaktiv.

## Geschichte
William Bateson verteidigte in seiner Schrift Mendel’s Principles of Heredity von 1902 die Annahme Mendels, dass es zwei Varianten der Erbfaktoren in jeder diploiden Zelle gebe. Er nannte die Kopie des Erbfaktors nach dem griechischen Wort allélon für „einander, gegenseitig“ Allelomorph. Dieser Begriff wurde später zu Allel verkürzt.